# پول خارجی
پول خارجی فیلمی به کارگردانی رخشان بنی‌اعتماد و نویسندگی فرید مصطفوی و داریوش مؤدبیان محصول سال ۱۳۶۸ است.

## داستان
مرتضی الفت کارمند سادهٔ یک اداره، که وضع روحی و مالی ناگواری دارد، موقعی که در اطراف بازار آزاد ارز برای تعمیر اتوی برقی خانه رفته‌است در رؤیا می‌بیند که صاحب پنجاه هزار دلار شده‌است..

## بازیگران
- علی نصیریان
- محمدعلی کشاورز
- مهتاج نجومی
- جهانگیر فروهر
- رسول نجفیان
- علی رامز
- رامین پورایمان
- عباس امیرحسینی
- احمد رجبی
- اسفندیار ماوندادی
- مهدی کاشانیان
- منصور مجلسی
- ابراهیم شادمهر
- سمیرا علیخان زاده
- مجید گل بابایی
- محمد زرندی نیا
- ساتوشی کوبر
- کویچی موراکامی
- گرجی یوسفی
- زیبا عبداله زاده
- فریبا عبداله زاده
- شیوا هادی
- امیررضا امیدفر
- زاوش شادمهر
- زهره شادمهر
- شیدا هادی
- خسرو یوسفی
- حبیب‌اله ثامنیه
- حسن کمالی
- حسن فرهمند
- عباس حیدری
- جعفر دشبویه
- غلامرضا زالی
- محمدرضا بقایی
- حسن امیری
- غلامرضا لیلازی
- جعفر کوثری
- سعیده علیخان زاده
- حسن سدهی
- گلایول هنر
- محمد سدهی
- فرشید جهانگیر
- میترا جهانگیر
- رضا ملی
- یوسف شکارانداز
- امیر شیرزاد
- علیرضا دینی
- علی پورتقوی
- خسرو زندی
- امیر مولایی
- خسرو نبی نژاد
- افشین محبی
- عباس آحار
- حسین زمانی
- مهدی توتونچیان
- فریبرز سیگارودی
- محمد نجاتی
- رستم غلامی
- نصراله سهرابی
- آیت اله نظری
- ذبیح‌اله ارشدی
- روح‌اله مهدی خانی
- محمد کدخدایی